# Алула Южная
ξ Большо́й Медве́дицы (ξ UMa / ξ Ursae Majoris / кси Большой Медведицы) — четверная звезда в созвездии Большая Медведица, система звёзд также включает один коричневый карлик. Звезда имеет традиционное название Алула (иногда Алюла) Южная (Алула Аустралис, «Первая южная»).

## История исследований

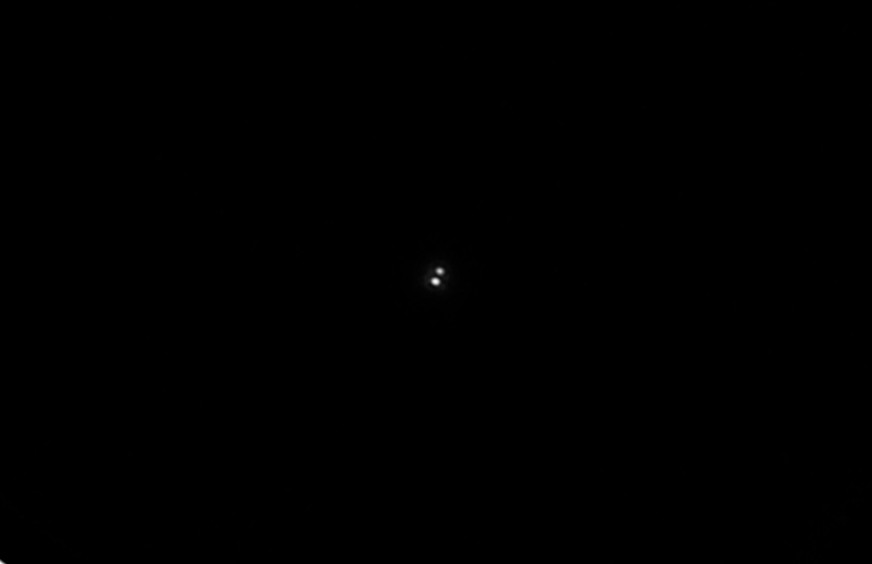

2 мая 1780 года Уильям Гершель обнаружил, что ξ UMa является визуально-двойной звездой. В 1828 году стала первой двойной звездой, для которой была рассчитана орбита их взаимного движения, вычисления были произведены Феликсом Савари. В начале XX века было обнаружено, что каждая из двух звёзд системы представляет собой тесную пару спектрально-двойных звёзд. В 2012 году был обнаружен коричневый карлик, который также гравитационно связан с системой.

## Характеристики системы

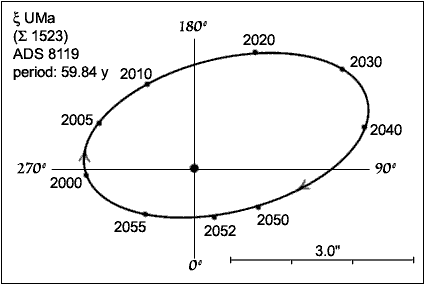
Движение парной компоненты ξ UMa B относительно ξ UMa A.

Все звезды системы принадлежат главной последовательности, основными компонентами являются жёлто-белый карлик ξ UMa Aa спектрального класса F8.5 и жёлтый карлик ξ UMa Ba спектрального класса G5. Каждая из этих компонент имеет собственную звезду-спутник меньшей массы, которые обращаются близко от основных звёзд и образуют с ними тесные спектрально-двойные звёзды. При определении характеристик системы, массы компонент в каждой паре определялись исходя из их взаимного движения и из ожидаемой светимости для спектрального класса основных звёзд.
На 2019 год спектрально-двойная пара ξ UMa A не в полной мере изучена, так как текущий спектр звезды ξ UMa Aa содержит суффикс «:», и в дальнейшем возможны уточнения параметров её системы. На текущий момент считается, что компонента ξ UMa Ab является ярким красным карликом спектрального класса ~M0, обращается вокруг ξ UMa Aa с периодом 669 дней и её орбита обладает значительным эксцентриситетом, равным 0,53.
Компонента ξ UMa Bb является тусклым красным карликом малой массы, который обращается в непосредственной близости от ξ UMa Ba по круговой орбите с периодом 3,98 дней. Компонента ξ UMa Ba имеет повышенную хромосферную активность и относится к переменным звёздам типа RS Гончих Псов, что является результатом её взаимодействия с близкой компонентой ξ UMa Bb. В свою очередь, ξ UMa Bb является звездой крайне малой массы и является кандидатом в субзвёздные коричневые карлики.
Две пары спектрально-двойных звёзд, ξ UMa A и ξ UMa B, обращаются вокруг общего барицентра с периодом 59,84 лет, формируя визуально-двойную звезду — угловое расстояние между ними для наблюдателя с Земли составляет около 1,2" или ~10 а. е. в проекции. Пятый субзвёздный компонент ξ UMa С, коричневый карлик спектрального класса T8.5, обращается вокруг центральной системы на отдалении 8.5' или 4000 а. е.